# Autobahn 1 (Iran)
Die Autobahn 1 in Iran ist eine 138 km lange Autobahn im Norden des Landes. Sie führt von Qazvin bis nach Oskolak.

## Verlauf

### Provinz Qazvin
Die Autobahn 1 beginnt in der Stadt Qazvin, wo sie sich von der Autobahn 2 abtrennt. Nach 16 km kreuzt sie dann die Landstraße 49. Nach weiteren 59 km überquert man dann die Grenze zur Provinz Gilan.

### Provinz Gilan
Nach 61 km in die Provinz rein, geht die Autobahn 1 dann in die Landstraße 49 über, die dann noch an die Grenze zu Aserbaidschan führt.